# ۱ سپتامبر
۱ سپتامبر دویست و چهل و چهارمین روز سال در گاه‌شماری میلادی (دویست و چهل و پنجمین در سال کبیسه) است. ۱۲۱ روز تا پایان سال باقی‌است.

## رویدادها
- ۱۹۱۴ - سن پترزبورگ به پتروگراد تغییر نام پیدا کرد.
- ۱۹۲۳ - در اثر زمین‌لرزه ۷٫۹ ریشتری در کانتو در ژاپن ۱۰۵ هزار نفر جان خود را از دست دادند.
- ۱۹۲۸ - احمت زوغو با اعلام تشکیل پادشاهی آلبانی با نام زوغو یکم در این کشور به سلطنت رسید.
- ۱۹۳۹ - با تهاجم آلمان به لهستان جنگ دوم جهانی آغاز شد.
- ۱۹۳۹ - جنگ جهانی دوم: استونی، فنلاند، لاتویا، لیتوانی، نروژ و سوئیس اعلام بی‌طرفی کردند.
- ۱۹۳۹ - جنگ دوم جهانی: با وجود بی‌طرفی، پارلمان سوئیس اعلام بسیج عمومی کرد.
- ۱۹۸۳ - معمر قذافی با یک کودتای بدون خونریزی، ادریس یکم، پادشاه کشور را سرنگون کرد و در لیبی به قدرت رسید.
- ۱۹۷۶ - تبلیغات سیگار در رادیو و تلویزیون‌های استرالیا ممنوع شد.
- ۱۹۸۱ - در اثر کودتا به فرماندهی ژنرال کولینگبا در جمهوری آفریقای مرکزی دولت دیوید داکو سقوط کرد.
- ۱۹۸۲ - فرماندهی فضایی نیروی هوایی ایالات متحده تشکیل شد.
- ۱۹۸۳ - پرواز شماره ۰۰۷ هواپیمایی کره در منطقه ساخالین توسط شوروی سرنگون شد و همه ۲۶۹ مسافر و خدمه آن جان باختند.
- ۱۹۸۵ - بقایای کشتی آرام‌اس تایتانیک کشف شد.
- ۱۹۹۱ - ازبکستان از شوروی اعلان استقلال کرد.
- ۲۰۱۷ - به دستور ولادیمیر پوتین، رئیس‌جمهور روسیه، ۷۵۵ دیپلمات آمریکایی در پاسخ تحریم‌های اعمال شده از جانب این کشور بر روسیه، از این کشور اخراج شدند.

## زادروزها
- ۱۹۴۶ - رو مو هیون، سیاست‌مدار اهل کره جنوبی و نهمین رئیس‌جمهور این کشور
- ۱۹۵۶ - ایمن زیدان، بازیگر سوری
- ۱۹۵۷ - مایک اموت، روان‌شناس اهل ایالات متحده
- ۱۹۷۱ - دومنیکو ویچینی بازیکن تنیس اهل سان مارینو
- ۱۹۷۸ – روبن لوباتو، دوچرخه‌سوار اهل اسپانیا
- ۱۹۹۰ - ملانی رنه، خواننده سوئیسی
- ۱۹۹۴ - لیدیان لوپس،  دوندهٔ اهل کیپ ورد.[۱]
- ۱۹۹۷ - جئون ایان، ستاره موسیقی اهل کره جنوبی

## درگذشت‌ها
- ۱۸۴۶ - کارل ساموئل لبرچت هرمان، شیمی‌دان آلمانی
- ۱۹۶۹ - هرمان بارانووسکی، نظامی آلمانی
- ۱۹۷۸ - گیر هالگریمسون سیاستمدار اهل ایسلند و نخست‌وزیر این کشور
- ۱۹۸۱ - آن هاردینگ، بازیگر اهل ایالات متحده
- ۱۹۸۱ - آلبرت اشپر، معمار و سیاست‌مدار آلمانی و وزیر تسلیحات و تولید نظامی رایش سوم
- ۲۰۲۳ - بیل ریچاردسون، سیاست‌مدار آمریکایی اسپانیولی‌تبار

## مناسبت‌ها
- روز معلم در سنگاپور
- روز دانش در روسیه
- روز روزنامه‌نگار در تایوان
- روز استقلال در ازبکستان
- روز پرچم در هندوراس
- روز نخست مدرسه در بسیاری از کشورهای اروپایی، آمریکایی و آسیایی
- روز جلوگیری از فجایع در ژاپن
- روز قانون اساسی در اسلواکی